# Heilige Familiekerk (Lier)

De Heilige Familiekerk - of simpelweg Heilige Familie -  is een neogotische parochiekerk in de Belgische stad Lier, provincie Antwerpen. De kerk ligt aan de rand van de stad aan het kruispunt van de Berlaarsesteenweg en de Lierse Ring.

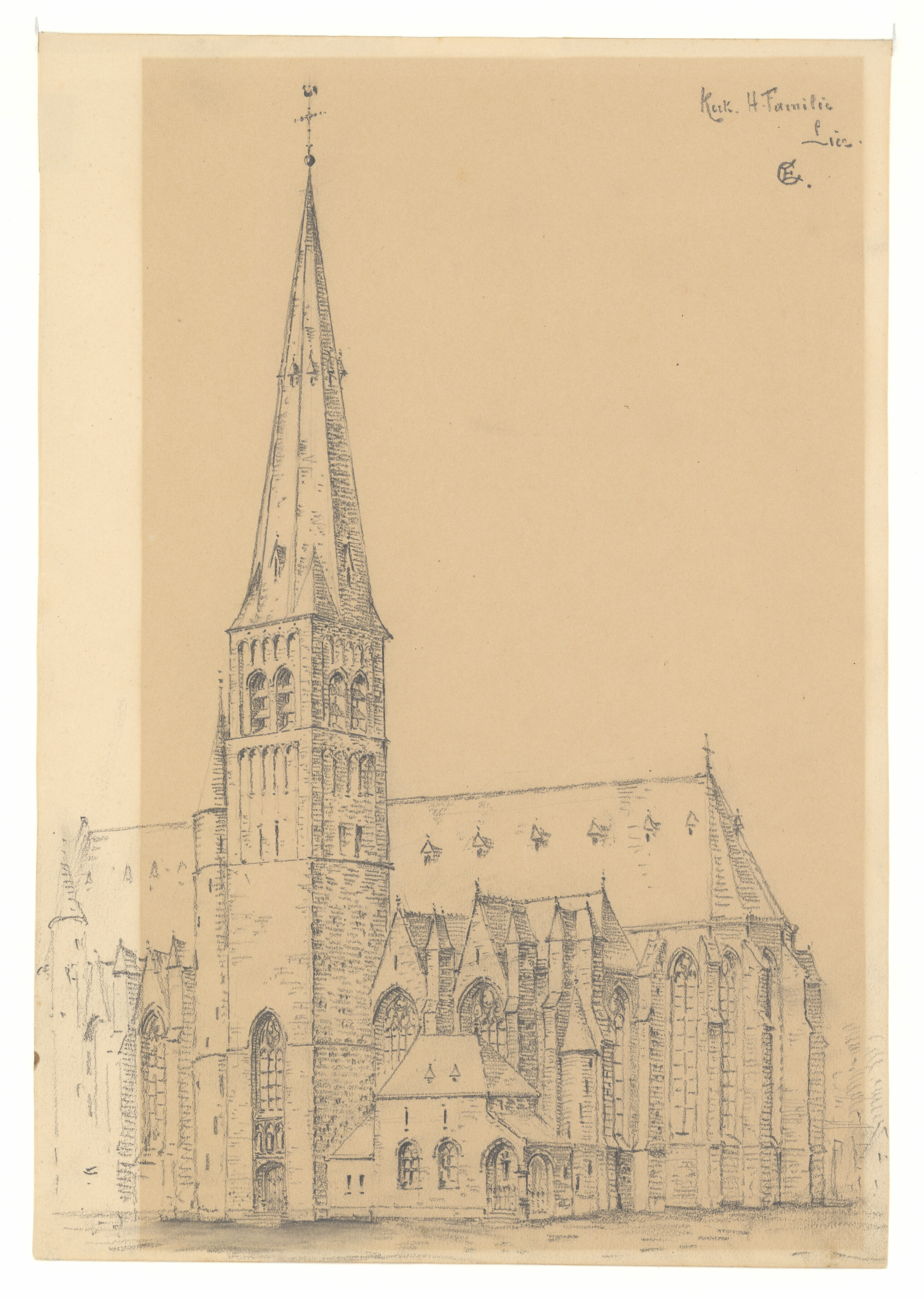
Tekening van Heilige Familiekerk door architect Edward Careels, Collectie VAi - Collectie Vlaamse Gemeenschap.

## Geschiedenis
Met de bouw van de kerk werd aangevangen in 1902 en twee jaar later in 1904 was ze voltooid. De kerk werd gebouwd omdat het inwonersaantal van Lier was toegenomen en de stad hierdoor uitgebreid. Rond die periode werden twee nieuwe parochies gesticht: de Heilige Familie en het Heilig Hart.
Ze is van de hand van de Lierse architect Edward Careels. De kerk is opgetrokken in natuursteen uit Montauban. Het interieur is afgewerkt met Euvillesteen.
De kerk is met haar opbouw als driebeukige hallenkerk met kruisribgewelven een uitzondering binnen de neogotische kerkenbouw. Ook de atypisch geplaatste toren tegen de zuidgevel en de ingebouwde biechtstoelen geven het exterieur van de kerk een extra dimensie. De toren staat namelijk niet centraal. Opvallend zijn ook de venstertraceringen naar gevarieerde neogotische patronen.

## Beschermd erfgoed
In 2009 werd de kerk beschermd als monument.